# Mato Grosso
Il Mato Grosso è una delle 27 unità federative del Brasile. Si trova nella regione centro-occidentale. La parte settentrionale del suo territorio è occupata dall'Amazzonia Legale, mentre il sud dello stato appartiene al Centro-Sud del Brasile. Dominano il territorio vaste pianure e ampi altipiani, la maggior parte dei quali (circa il 74%) si trova al di sotto dei seicento metri di altitudine. Juruena, Teles Pires, Xingu, Araguaia, Paraguai, Rio Guaporé, Piqueri, São Lourenço, das Mortes, Rio Vermelho e Cuiabá sono i fiumi principali.

## Geografia fisica

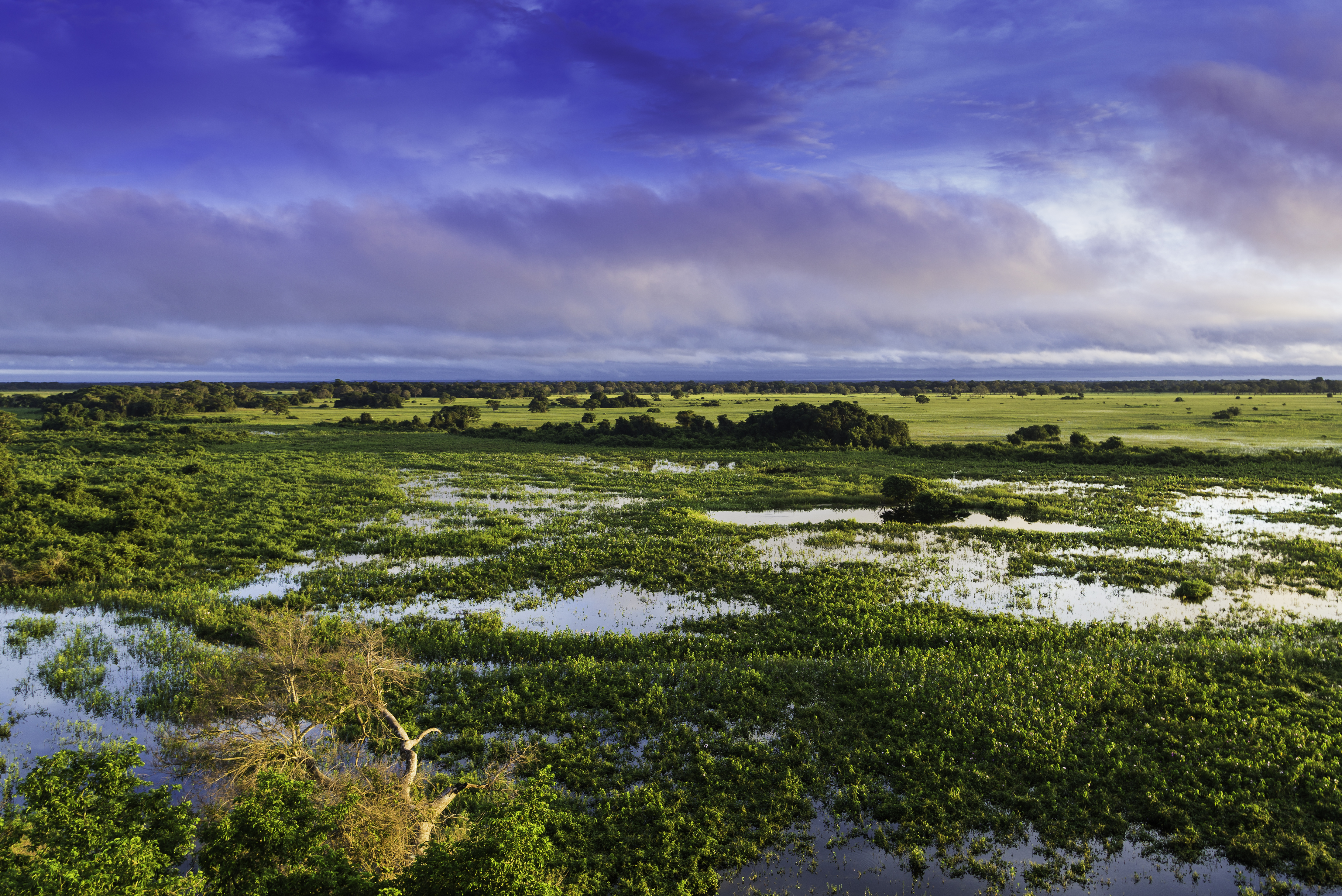
Pantanal

Ad eccezione della capitale dello stato, Cuiabá, le città sono ancora sottosviluppate, ma si stanno evolvendo rapidamente. I più importanti sono Rondonópolis, Várzea Grande, Sinop, Barra do Garças, Cáceres e Barra do Bugres.
Il Mato Grosso è suddiviso in tre aree distinte:
- l'altopiano del Mato Grosso, situato al centro e sud-est dello stato, è, con la Serra dos Parecis, una catena montuosa che si estende al centro-ovest, la linea di demarcazione tra il bacino amazzonico a nord e il bacino del Paraguay a sud. Formata da chapadas, la sua vegetazione è dominata dal cerrado;[1]
- le depressioni del fiume Xingu e del fiume Araguaia, separate dalla Serra do Roncador, si trovano a nord di Cuiabá e dell'altopiano del Mato Grosso. Lo Xingu e l'Araguáia sono alimentati da fiumi più piccoli provenienti dal Pantanal o da diverse montagne. Lo Xingu sfocia nell'Amazzonia più a nord, nello stato del Pará; l'Araguáia sfocia nel fiume Tocantins, anch'esso affluente dell'Amazzonia;[1]
- il Pantanal occupa 50000 km² nel sud-ovest dello stato. È una grande palude, che segue la pianura alluvionale del fiume Paraguay. È la più grande zona umida del mondo. La Transpantaneira è una strada sterrata che originariamente doveva attraversarla, ma costruita negli anni '70, non è mai stata completata e oggi è utilizzata principalmente per escursioni turistiche.[1]

## Fuso orario
Il fuso orario attuale è un'ora indietro rispetto all'ora di Brasilia e quattro ore indietro rispetto a Greenwich, UTC-4. Tipicamente, tra i mesi di ottobre e febbraio, viene adottata l'ora legale, in cui gli orologi vengono anticipati di un'ora per risparmiare energia. È interessante notare che, sebbene su base non ufficiale, alcuni comuni nell'est dello stato, nella regione nota come "Vale do Araguaia", adottano l'ora di Brasilia anche se sono tenuti per legge ad adottare il fuso orario ufficiale del Mato Grosso.
La popolazione, a sua volta, afferma che la regione è già nel flusso di 45° O e, inoltre, è fortemente influenzata dallo stato di Goiás, poiché, essendo una regione di confine, la capitale Goiânia è molto più vicina di Cuiabá. Pertanto, comuni come Barra do Garças, Alto Araguaia, Canarana, Água Boa e Nova Xavantina, ad esempio, seguono l'ora di Brasilia.

## Storia
Con il Trattato di Tordesillas (7 giugno 1494), il territorio dell'attuale stato del Mato Grosso apparteneva alla Spagna. I Gesuiti, al servizio degli spagnoli, crearono i primi nuclei, da dove furono espulsi dai pionieri di San Paolo nel 1680. Nel 1718, la scoperta dell'oro accelerò l'insediamento. Nel 1748, per garantire la nuova frontiera, il Portogallo creò il capitano del Mato Grosso e, lì, costruì un efficiente sistema di difesa. Il Trattato di Madrid, del 1750, riconosceva le conquiste di Bandeirantes nella regione del Mato Grosso, per risolvere questioni di confine tra Portogallo e Spagna. Con l'arrivo di raccoglitori di gomma, allevatori ed esploratori di yerba mate nella prima metà del XIX secolo, lo stato riprese lo sviluppo. Nel 1977, la parte meridionale dello stato fu legalmente smembrata, formando così un nuovo stato, il Mato Grosso do Sul, che in pratica avrebbe avuto luogo solo nel 1979.

## Economia

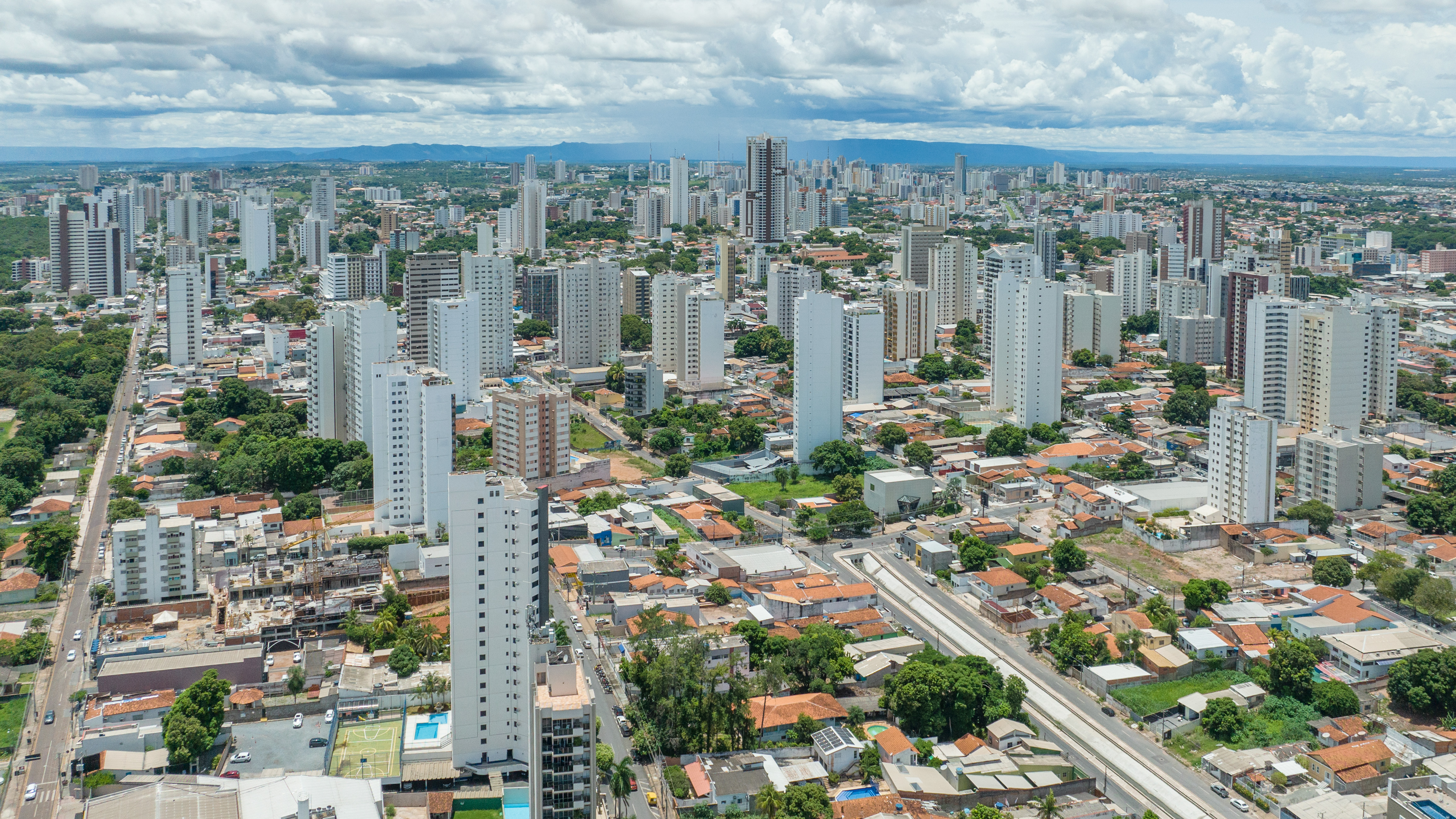
Cuiabá, capitale e centro finanziario dello stato, nel 2022.

L'agricoltura è la componente principale del PIL dello stato con il 40,8%, seguita dal settore dei servizi con il 40,2%. Il settore industriale rappresenta il 19% del PIL (2004). La partecipazione dello Stato all'economia brasiliana è dell'1,8% (2014).
L'agricoltura e il bestiame del Mato Grosso sono tra i maggiori responsabili dell'intensa crescita del Brasile negli ultimi tempi. Nel 2022 il Mato Grosso è stato il quarto esportatore brasiliano, dietro solo agli stati di San Paolo, Minas Gerais e Rio de Janeiro.

### Agricoltura
Nel 2020, il Mato Grosso è stato il leader nel produttore nazionale di cereali nel paese, con il 28,0%. È il più grande produttore di soia in Brasile, con il 26,9% del totale prodotto nel 2020 (33,0 milioni di tonnellate); il più grande produttore di mais nel paese; il più grande produttore di cotone in Brasile, con circa il 65% della produzione nazionale (1,8 su 2,8 milioni di tonnellate raccolte nel paese); il sesto più grande produttore di canna da zucchero nel paese, con 16 milioni di tonnellate raccolte nel raccolto 2019-2020; e il terzo produttore di fagiolo, con il 10,5% della produzione brasiliana. In girasole, lo stato è stato il più grande produttore nazionale nel 2019, con 60 000 tonnellate. Nella produzione manioca, il Brasile ha prodotto un totale di 17,6 milioni di tonnellate nel 2018. Il Mato Grosso ha prodotto 287 000 tonnellate quest'anno.

### Bestiame

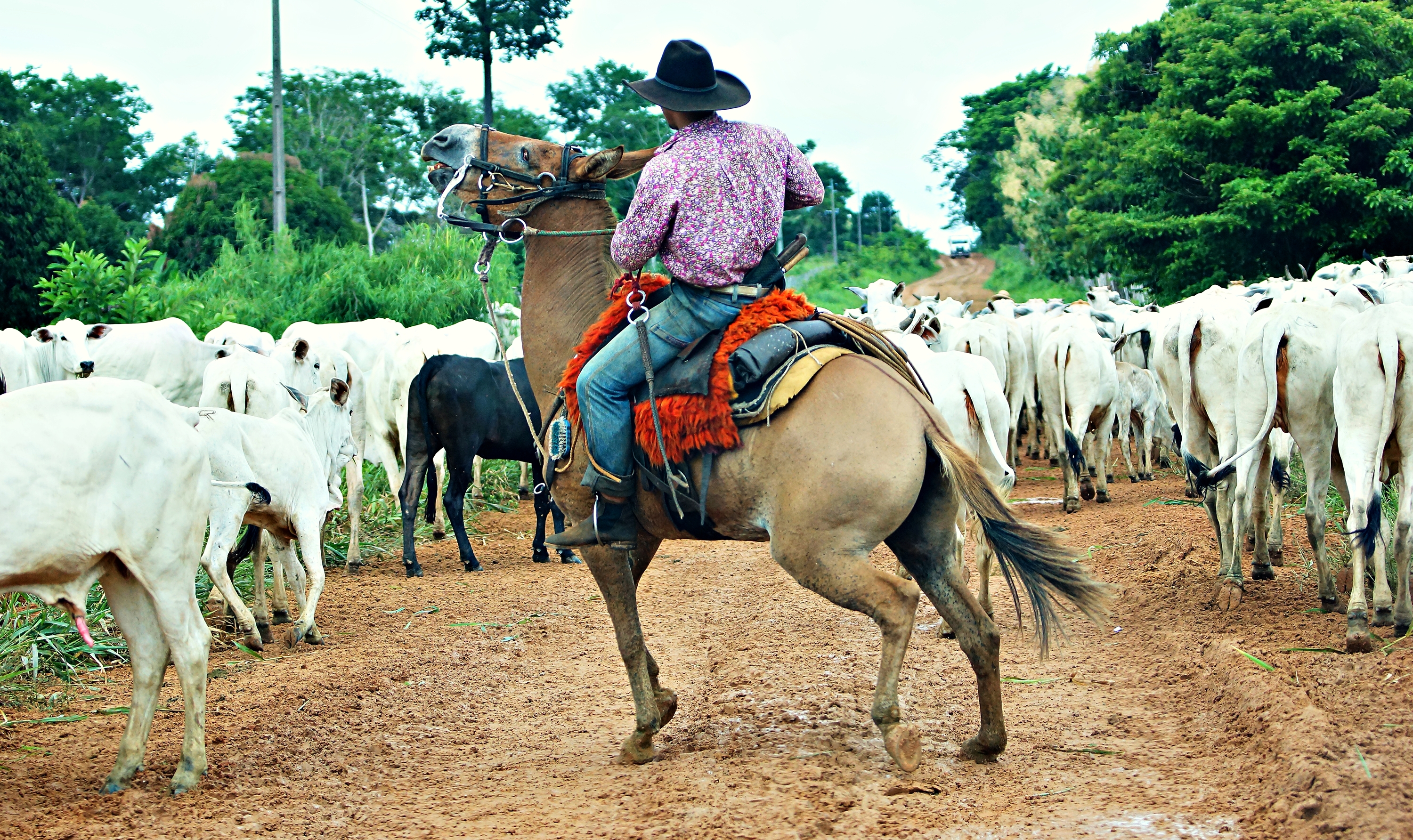
Bovini nel Mato Grosso

Nel 2019, la mandria di bovini del Mato Grosso ha raggiunto la soglia dei trenta milioni di bovini, la più grande mandria di bovini del Paese, che rappresenta quasi il 14% della produzione nazionale. Nel 2018, il Mato Grosso è stato il quinto produttore di carne maiale del paese, con un allevamento di circa 3 di animali.

### Estrazione mineraria
Nel 2017, il Mato Grosso aveva l'1,15% della partecipazione mineraria nazionale (5 ° posto nel paese). Il Mato Grosso ha prodotto oro (8,3 tonnellate per un valore di 1 miliardo di R $) e stagno (536 tonnellate per un valore di 16 milioni di R $). Inoltre, nelle pietre preziose, lo stato è il secondo produttore nazionale di diamanti, avendo estratto 49 000 carati nel 2017. La città di Juína è la principale in questa attività nello stato.

### Industria

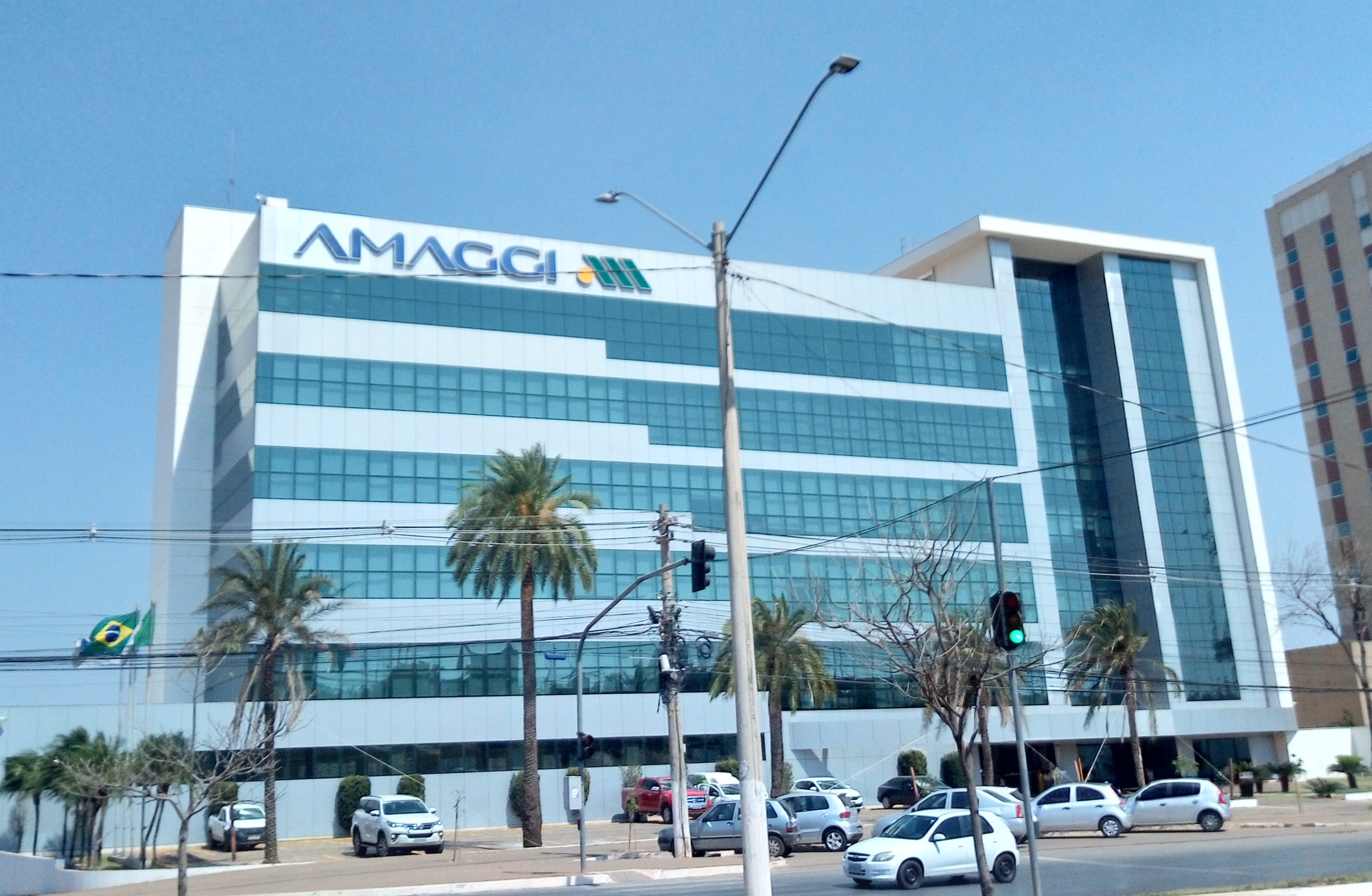
Sede del gruppo Amaggi a Cuiabá.

Il Mato Grosso ha avuto un PIL industriale di 17,0 miliardi di R $ nel 2017, pari all'1,4% dell'industria nazionale. Impiega 141 121 lavoratori nel settore. I principali settori industriali sono: edilizia (32,0%), alimentare (27,9%), servizi industriali di servizi pubblici, come elettricità e acqua (18,6%), bevande (4,5%) e prodotti petroliferi, petrolio e biocarburanti (3,9% ). Questi 5 settori concentrano l'86,9% dell'industria statale.
Le industrie metallurgiche e alimentari sono le principali dello stato.

## Infrastrutture e trasporti

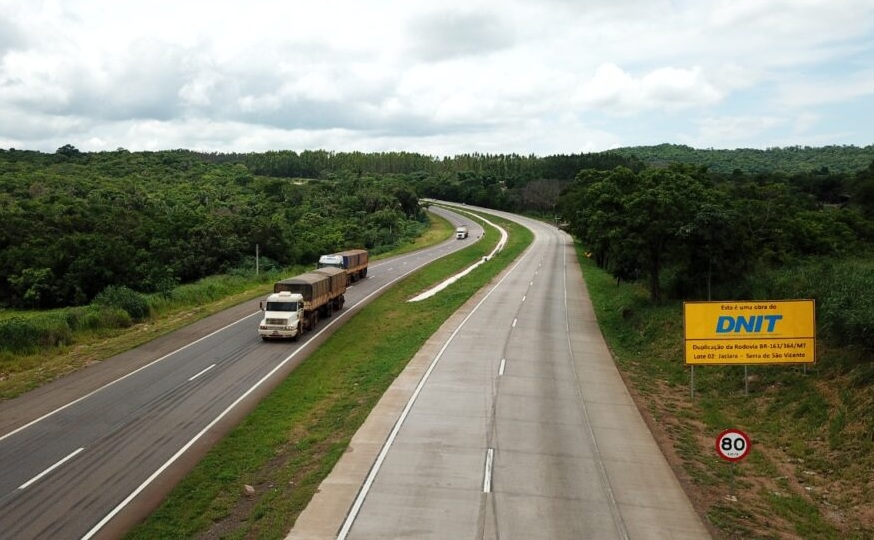
BR-163 / BR-364, tratto duplicato tra Cuiabá e Rondonópolis.

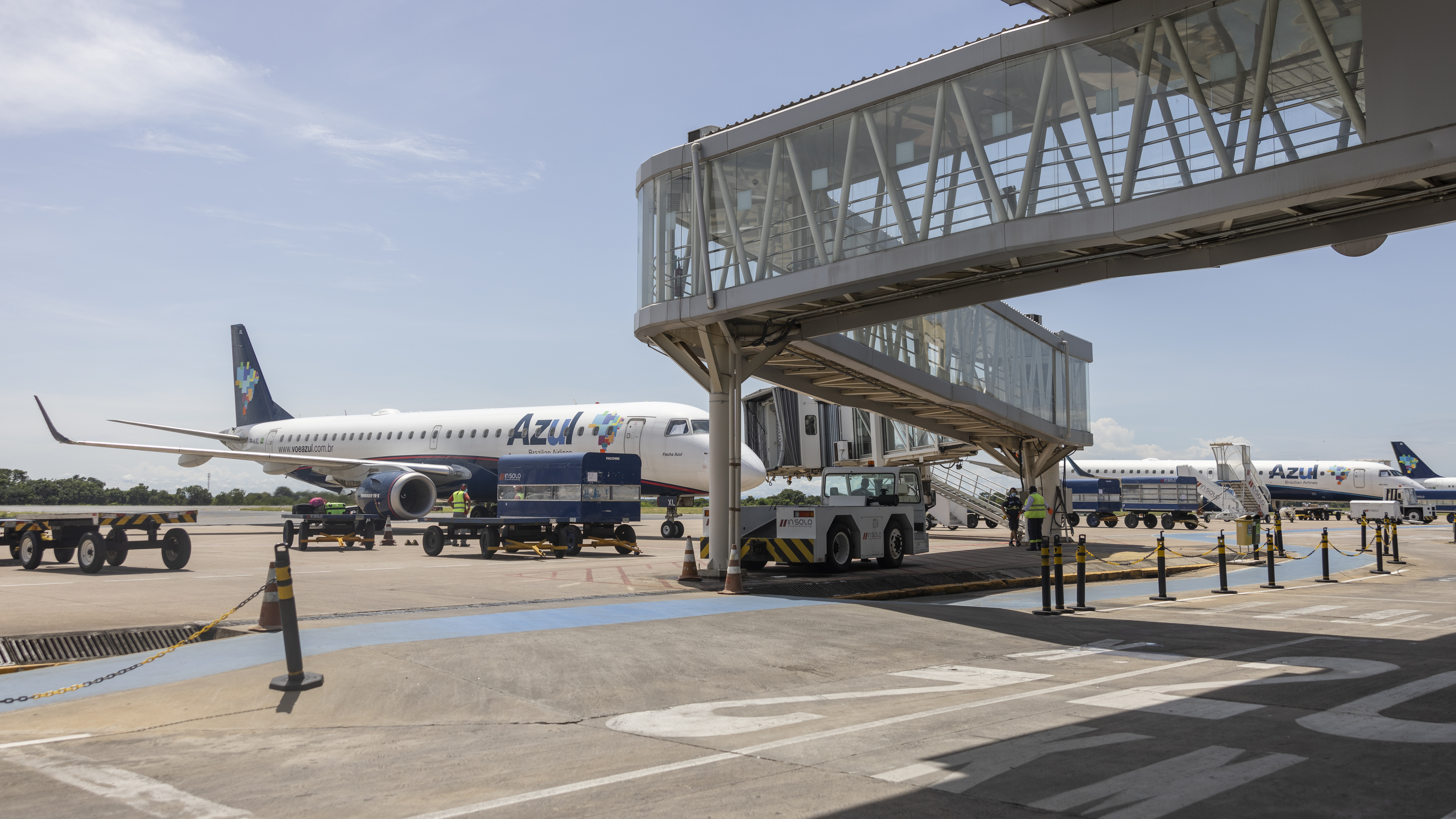
Aeroporto di Cuiabá-Maresciallo Rondon.

Il Mato Grosso aveva, nel 2020, 141171 km di strade comunali; nelle strade dello stato del Mato Grosso erano presenti 22399 km di strade sterrate, 7281 km di strade asfaltate e 81 km di autostrada. Nella rete stradale federale c'erano 3649 km di strade, di cui 330 km di autostrade. Il Mato Grosso, nonostante sia uno stato di occupazione più recente, dispone già di un'autostrada a 2 corsie in ciascuna direzione che collega la capitale Cuiabá a una delle città più grandi dello stato, Rondonópolis, quindi al confine con Mato Grosso do Sul.
L'aeroporto internazionale Marechal Rondon, situato a 10 km dal centro di Cuiabá nel distretto di Várzea Grande, ha iniziato a ricevere voli internazionali nel 1996. Oggi serve più di mezzo milione di passeggeri all'anno. La pista Maréchal Rondon è stata aperta al traffico nel 1956. Nel febbraio 1975, Infraero ha assunto la gestione dell'aeroporto e ha intrapreso diversi sviluppi per soddisfare le esigenze del complesso aeroportuale.
La Ferrovia Norte Brasil (Ferrovia del Brasile settentrionale) collega il Mato Grosso con lo Stato di San Paolo e porti marittimi come Porto di Santos. Rumo Logística gestisce solo treni merci sulla linea, che si estende nell'entroterra fino a Rondonópolis. Un'estensione settentrionale a Cuiabá e Lucas do Rio Verde è prevista dal 2021.

## Sport

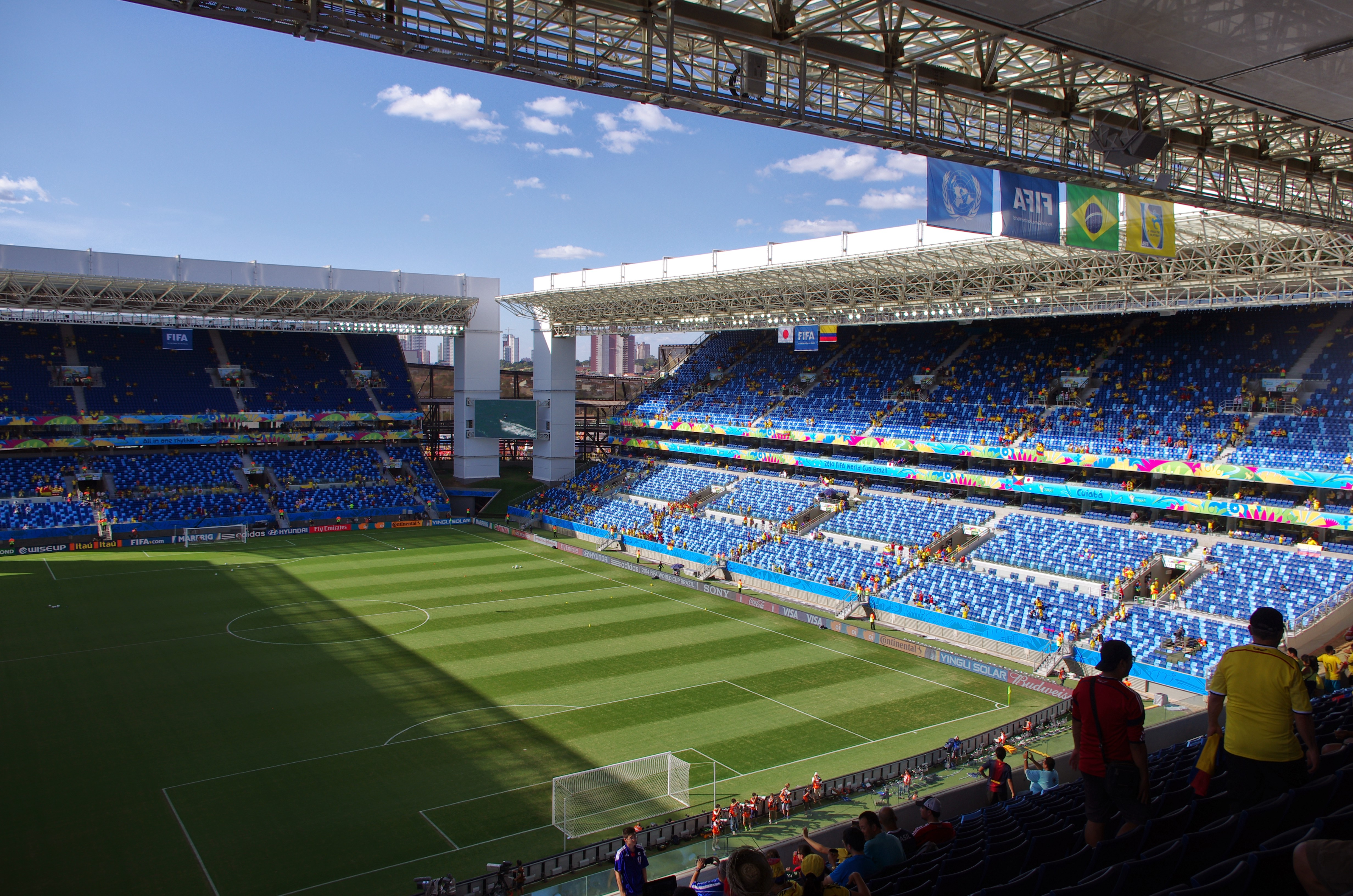
Arena Pantanal a Cuiabá.

Cuiabá è stata una delle 12 città scelte per ospitare le partite della Coppa del Mondo FIFA 2014, che si è svolta in Brasile.
Nello stato sono nati i medagliati dei campionati del mondo Felipe Lima di nuoto e David Moura nel judo, oltre ai campioni del mondo di futsal Vinícius e Lenísio.

## Bandiera

Bandiera del Mato Grosso

La bandiera del Mato Grosso presenta gli stessi colori della bandiera brasiliana. Il blu simboleggia il cielo, il verde la vegetazione e il bianco la pace. La stella al centro è Sirio ed è di colore giallo, come le ricchezze minerarie che attrassero i primi coloni. La bandiera fu creata il 31 gennaio 1890, pochi giorni dopo l'adozione di quella nazionale. Venne ufficialmente adottata con la legge 1046 dell'8 ottobre 1929 e ripristinata con l'articolo 140 dell'11 luglio 1947.